# 姫路木下ボクシングジム
姫路木下ボクシングジム（ひめじきのしたボクシングジム）は、兵庫県姫路市に所在するプロボクシングのジムである。

## 概要
1983年、木下末吉が姫路市延末に開設。現在は、網膜剥離により若くして引退した木下貴志（元WBA世界フライ級5位、リングネームは大場貴志）が率いる。

## 選手

### 主な現役選手
- 竹中関汰（平成最後に勝利したボクサー）
- 大内淳雅（元ライトフライ級日本ランカー）
- 成田佑美（前東洋太平洋女子ライトフライ級王者、元日本女子ミニマム級王者）
- 岩川美花（前IBF女子世界アトム級王者、元WBO女子世界アトム級王者）
- 前田宝樹（現東洋太平洋女子ライトフライ級王者）

### 引退した主な選手
- 川端賢樹（元日本スーパーフライ級王者）
- 江口啓二（元日本ミドル級王者）
- 西尾彰人（元スーパーライト級日本ランカー）
- 満田美紀（元日本女子フェザー級王者）
- 清瀬天太（バンタム級日本ランカー、WBCユース王者）